# ワサッチ郡 (ユタ州)
ワサッチ郡（英: Wasatch County、[ˈwɑːsætʃ]）は、アメリカ合衆国ユタ州の中北部に位置する郡である。2010年国勢調査での人口は23,530人であり、2000年の15,215人から55％増加した。郡庁所在地はヒーバー市（人口11,362人）であり、同郡で人口最大の都市でもある。1862年に設立され、郡名はユト族インディアンの言葉で山の峠、すなわち高山の中で低い場所を意味している。ワサッチ郡は郡政委員会によって統治され、また指名された郡マネジャーがいる。
郡の全体がヒーバー小都市圏、ならびにソルトレイクシティ・オグデン・クリアフィールド広域都市圏に属している。

## 地理
アメリカ合衆国国勢調査局に拠れば、郡域全面積は1175.501平方マイル (3,044.53 km2)であり、すべて陸地である。

### 隣接する郡
- ソルトレイク郡 - 北西
- サミット郡 - 北
- ユタ郡 - 西
- ドゥーシェイン郡 - 東

### 国立保護地域
- アシュレー国立の森（部分）
- ユインタ国立の森（部分）
- ワサッチ国立の森（部分）

## 人口動態
以下は2010年国勢調査による人口統計データである。
| 基礎データ - 人口: 23,530人 - 世帯数: 4,743 世帯 - 家族数: 3,870 家族 - 人口密度: 7.7人/km2（20人/mi2） - 住居数: 9,840軒（2009年データ） - 住居密度: 3.2軒/km2（8.4軒/mi2） 人種別人口構成 - 白人: 90.4% - アフリカン・アメリカン: 0.3% - ネイティブ・アメリカン: 0.5% - アジア人: 0.8% - 太平洋諸島系: 0.1% - その他の人種: 6.5% - 混血: 1.4% - ヒスパニック・ラテン系: 13.5% 年齢別人口構成 - 20歳未満: 36.3% - 20-24歳: 5.2% - 25-44歳: 28.1% - 45-64歳: 21.9% - 65歳以上: 8.6% - 年齢の中央値: 31.6歳 - 性比（女性100人あたり男性の人口） - 総人口: 103.4 - 18歳以上: 101.5 | 世帯と家族（対世帯数） - 18歳未満の子供がいる: 43.1% - 結婚・同居している夫婦: 68.7% - 未婚・離婚・死別女性が世帯主: 7.4% - 非家族世帯: 20.1% - 単身世帯: 15.5% - 65歳以上の老人1人暮らし: 4.8% - 平均構成人数 - 世帯: 3.18人 - 家族: 3.19人 収入と家計（2000年データ） - 収入の中央値 - 世帯: 49,612米ドル - 家族: 52,102米ドル - 性別 - 男性: 37,399米ドル - 女性: 23,571米ドル - 人口1人あたり収入: 19,869米ドル - 貧困線以下 - 対人口: 5.2% - 対家族数: 4.2% - 18歳未満: 5.6% - 65歳以上: 4.0% |

## 都市と町

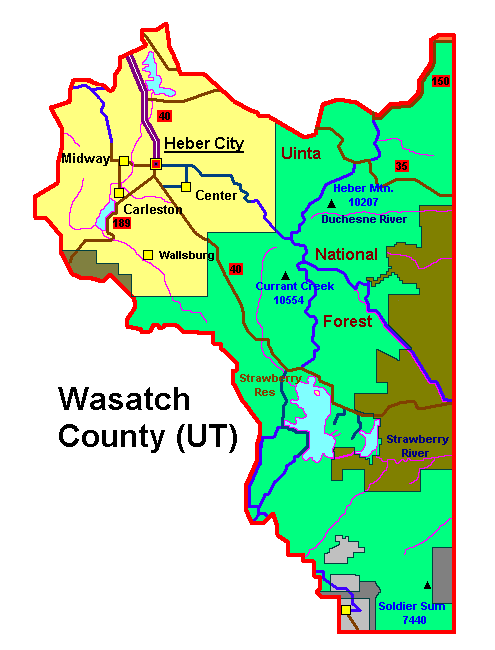
郡の地図

- ヒーバー - 郡庁所在地
- チャールストン
- ダニエル
- ハイドアウト
- インデペンデンス
- ミッドウェイ
- パークシティ
- ティンバーレイクス
- ウォルズバーグ